# NGC 7533
NGC 7533 est une galaxie lenticulaire située dans la constellation des Poissons. Sa vitesse par rapport au fond diffus cosmologique est de 7 428 ± 33 km/s, ce qui correspond à une distance de Hubble de 109,6 ± 7,7 Mpc (∼357 millions d'al). NGC 7533 a été découverte par l'astronome allemand Albert Marth en 1864.
Selon un article publié en 2013, les galaxies NGC 7532, NGC 7532 et NGC 7534 font partie d'un groupe compact de galaxies. Il s'agit d'une erreur, peut-être d'impression, car la galaxie NGC 7533 est à presque 110 Mpc de nous, alors que les deux autres sont à un peu plus de 45 Mpc.